# Trampoline aux Jeux mondiaux de 2022
Navigation
Wrocław 2017 Chengdu 2025
Les épreuves de trampoline des Jeux mondiaux de 2022 ont lieu du 15 au 17 juillet 2022 au Birmingham–Jefferson Convention Complex (en).
Les épreuves non-olympiques présentes ici sont le tumbling et le double-mini. Le trampoline synchronisé n'est plus présent, contrairement à 2017.

## Nations participantes
| Hommes | Femmes |
| --- | --- |
| - Pays-Bas - États-Unis - Espagne - Canada - Portugal - Grande-Bretagne - Argentine - Suède - Allemagne - Japon | - Suède - Grande-Bretagne - Canada - Allemagne - États-Unis - Nouvelle-Zélande - Australie - Portugal - Espagne - Argentine |

| Hommes | Femmes |
| --- | --- |
| - États-Unis - Grande-Bretagne - France - Australie - Ukraine - Danemark - Belgique - Canada - Portugal - Japon | - Grande-Bretagne - États-Unis - Portugal - France - Pologne - Canada - Japon - Danemark - Ukraine - Australie |

## Médaillés
| Épreuves               | Or                     | Argent         | Bronze            |
| ---------------------- | ---------------------- | -------------- | ----------------- |
| Hommes                 |                        |                |                   |
| Trampoline Double-mini | David Franco           | Daniel Schmidt | Ryohei Taniguchi  |
| Tumbling               | Kaden Brown            | Axel Duriez    | Rasmus Steffensen |
| Femmes                 |                        |                |                   |
| Trampoline Double-mini | Melania Rodriguez      | Bronwyn Dibb   | Lina Sjöberg      |
| Tumbling               | Candy Brière-Vetillard | Miah Bruns     | Breanah Cauchi    |

## Tableau des médailles
- Pays organisateur

| Rang  | Nation           | Or | Argent | Bronze | Total |
| ----- | ---------------- | -- | ------ | ------ | ----- |
| 1     | Espagne          | 2  | 0      | 0      | 2     |
| 2     | États-Unis       | 1  | 1      | 0      | 2     |
| 2     | France           | 1  | 1      | 0      | 2     |
| 4     | Allemagne        | 0  | 1      | 0      | 1     |
| 4     | Nouvelle-Zélande | 0  | 1      | 0      | 1     |
| 6     | Australie        | 0  | 0      | 1      | 1     |
| 6     | Danemark         | 0  | 0      | 1      | 1     |
| 6     | Japon            | 0  | 0      | 1      | 1     |
| 6     | Suède            | 0  | 0      | 1      | 1     |
| Total | Total            | 4  | 4      | 4      | 12    |